# Der fliegende Holländer
Der fliegende Holländer (De Vliegende Hollander) is een opera van Richard Wagner.
Het is vooral dankzij deze opera dat de sage over het spookschip De Vliegende Hollander bekendheid heeft gekregen.
Wagner schreef deze compositie oorspronkelijk als een eenakter (dus zonder pauzes). Hij wilde breken met de traditionele verdeling over aktes. Tegenwoordig vindt opvoering meestal plaats in drie aktes; een enkele keer nog als eenakter.

## Achtergrond en ontstaan van de compositie
In het begin van 1839 was Richard Wagner als dirigent aan het werk bij het theater van Riga. Zijn extravagante levensstijl had tot gevolg dat hij diep in de schulden raakte. Hij was bezig met het componeren van Rienzi en had het plan opgevat aan zijn schuldeisers te ontsnappen door via Londen naar Parijs te gaan en zijn fortuin te maken door Rienzi in de Opéra van Parijs op het toneel te brengen. Al snel bleek dit plan een absolute ramp. Zijn paspoort werd door de autoriteiten in beslag genomen en hij moest samen met zijn echtgenote Minna een gevaarlijke en illegale reis over de grens van Pruisen maken. Minna kreeg tijdens de reis een miskraam. De reis aan boord van de Thetis, wiens kapitein bereid was hen zonder paspoort mee te nemen, was zwaar vanwege een storm en de hoge zee. Het schip moest zelfs zijn toevlucht nemen in een van de Noorse fjorden, bij Sandvika, en de reis, die maar acht dagen in beslag had moeten nemen, duurde drie weken.

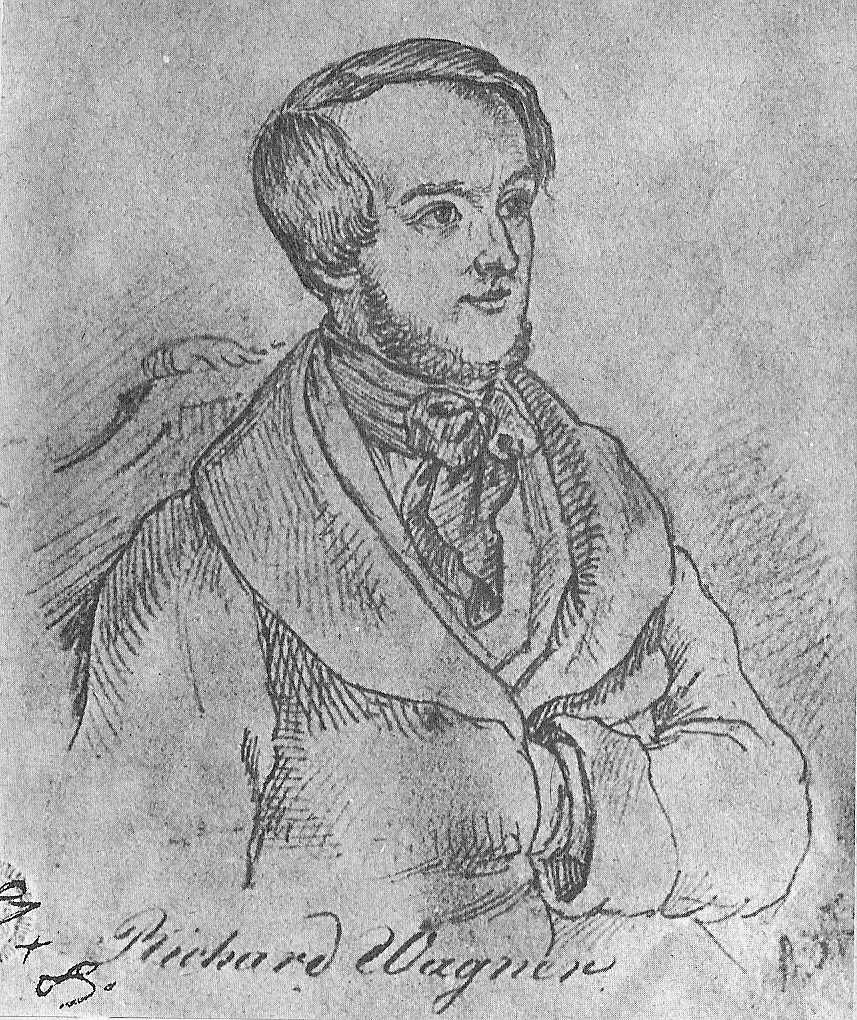
Richard Wagner in 1842

Vervolgens was Wagners verblijf in Parijs ook een ware ramp. Hij slaagde er niet in aan het werk te komen als dirigent en de Opéra was niet van zins Rienzi in productie te nemen. De Wagners verkeerden in armoede en waren afhankelijk van giften van vrienden en het weinige inkomen dat Wagner kon verwerven door het kopiëren van partituren en het schrijven van artikelen. Mede door de reis kwam hij op het idee van een eenakter, De Vliegende Hollander. waarvan hij hoopte dat het voorafgaand aan een ballet in de Opéra uitgevoerd zou worden.
Het eerste concept van het verhaal schreef hij begin mei 1840, gebaseerd op een verhaal van Heinrich Heine', de satire Aus den Memoiren des Herrn von Schnabelewopski gepubliceerd in 1834 in Der Salon in 1834. In Heines verhaal bekijkt de verteller een uitvoering van een fictief toneelstuk over het thema van een kapitein die vanwege godslastering vervloekt is om voor eeuwig over de zeeën en oceanen te varen. Heine stelt de hoofdpersoon voor als een soort Ahasverus van de oceaan en voegt daaraan het thema toe dat Wagner in veel opera’s heeft opgenomen: de Hollander kan alleen verlost worden door de liefde van een vrouw. In de versie van Heine wordt dit gebracht in de vorm van satire, met ironische humor. Wagner nam het thema echter serieus en de vrouw is trouw tot in de dood.

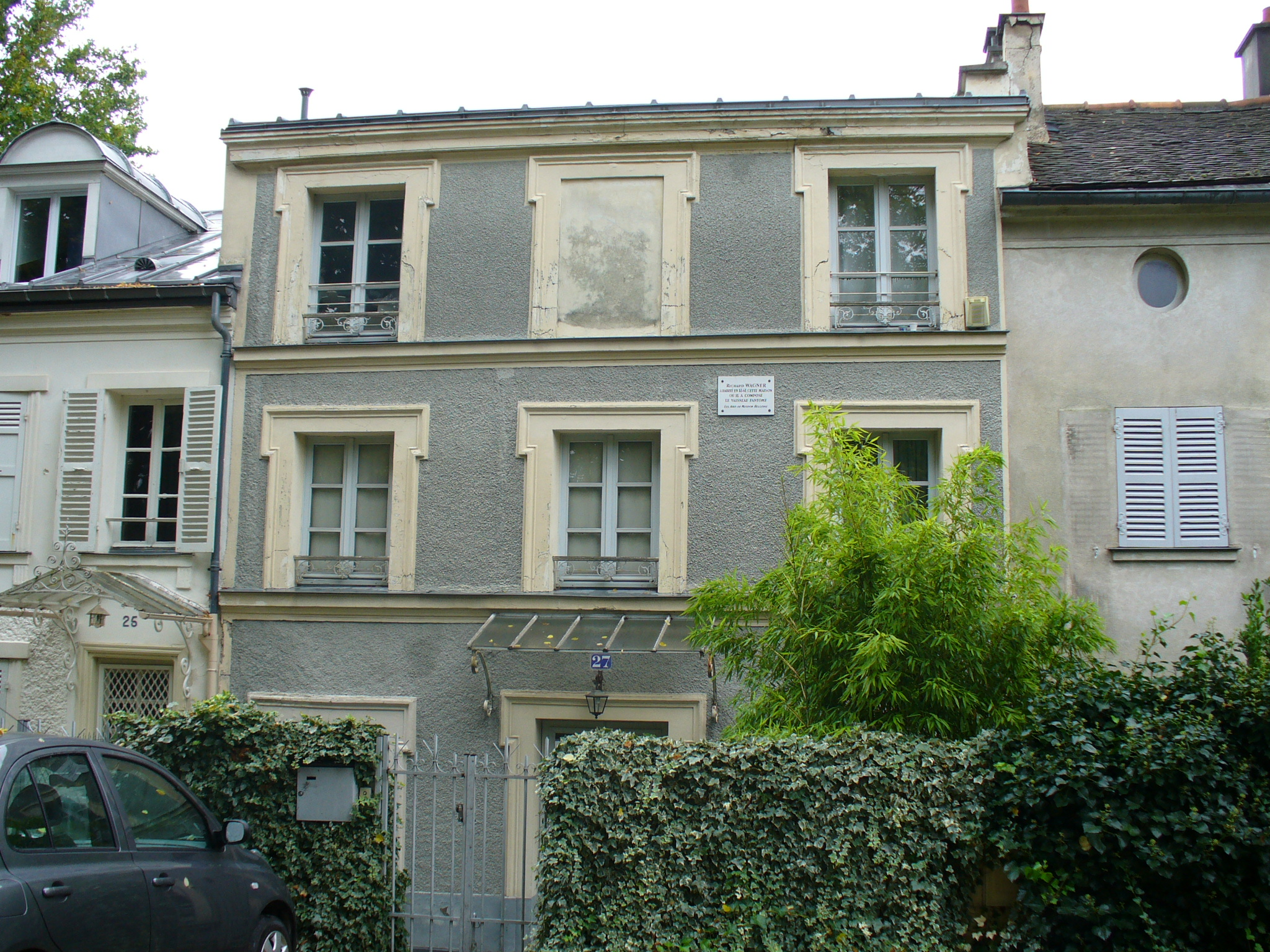
Wagners Huis in Meudon, in de buurt van Parijs

Eind mei 1841 had Wagner het libretto, of liever het gedicht, zoals hij het placht te noemen, voltooid. Met het componeren van de muziek was hij in mei van het vorige jaar begonnen. Hij schreef toen Senta's ballade, het lied van de Noorse zeelieden uit de derde akte ("Steuermann laß die Wacht") en het daaropvolgende lied van de bemanning van de Hollander in dezelfde scène. Deze composities waren gemaakt voor een auditie in de Opéra van Parijs, samen met een samenvatting van het script, dat Wagner weliswaar voor 500 Franse francs aan de directeur van de Opéra, Léon Pillet, verkocht, maar zonder erin te slagen hem ervan te overtuigen dat de muziek van enige waarde was. De rest van de opera componeerde Wagner in de zomer van 1841. De ouverture schreef hij als laatste en in november 1841 was de partituur van de orkestratie compleet. Bevrijd van noodzaak de Opéra een eenakter te geven, had hij de opera uitgebreid naar een gebruikelijkere drieakter. De première vond uiteindelijk plaats in Dresden op 2 januari 1843. Wagner dirigeerde de uitvoering zelf.

## Synopsis

### Eerste bedrijf
Op zijn reis naar huis wordt kapitein Daland door storm gedwongen een veilige haven te zoeken. Hij laat zijn stuurman de wacht houden, terwijl hij met de rest van zijn bemanning gaat slapen (lied van de stuurman: "Mit Gewitter und Sturm aus fernem Meer."). De stuurman valt in slaap. Een spookschip verschijnt op de achtergrond en wordt door de storm tegen Dalands schip geblazen. Het schip wordt geënterd en onzichtbare handen strijken de zeilen. Een bleke man, in het zwart gekleed en met een zwarte baard, stapt van boord. Hij beklaagt zich over zijn lot. (Aria: "Die Frist ist um").
De kapitein van het spookschip, de Hollander, is voor zijn godslastering veroordeeld om voor eeuwig rusteloos over de zeeën te zwerven. Een engel heeft hem de voorwaarden voor zijn verlossing verteld: elke zeven jaar zullen de woeste golven hem naar de kust drijven, als hij daar een vrouw kan vinden die hem trouw is, zal hij verlost zijn. 
Daland wordt wakker en ontmoet de vreemdeling. De vreemdeling verneemt dat Daland een ongehuwde dochter heeft en hij belooft hem in ruil voor haar hand een grote bruidsschat. Verleid door al dat goud stemt Daland toe en een gunstige zuidenwind die opsteekt, door de mannen van Daland met vreugde begroet (herhaling van het lied van de stuurman met koor), brengt beide schepen voorspoedig naar Daland's huis. 

### Tweede bedrijf
Meisjes die de terugkeer afwachten van hun geliefden op zee, zingen en spinnen garen in het huis van Daland (koor: "Summ und brumm, du gutes Rädchen"). Senta, de dochter van Daland, staart dromerig naar een portret van de legendarische vliegende Hollander die zij graag zou redden van zijn lot. Tegen de wil van haar verzorgster zingt zij het lied met het verhaal van de Hollander (Ballade met het Leitmotiv), hoe Satan hem hoorde vloeken en hem aan zijn woord hield. Geobsedeerd door het personage geraakt ze beetje bij beetje meer betrokken bij zijn lot en uit medelijden belooft zij dat ze hem zal redden met haar trouw. Als de jager Erik, Senta's vroeger vriendje binnenkomt vertrekken de meisjes. Erik die van Senta houdt, waarschuwt haar en vertelt haar van zijn droom. Een droom waarin Daland naar huis terugkeert met een mysterieuze vreemdeling die haar meeneemt naar zee. Senta luistert verrukt waarna Erik wanhopig wordt en haar achterlaat. Inderdaad arriveert Daland daarna met de vreemdeling. Senta en de vreemdeling kijken elkaar in stilte in de ogen. Dat is zo intens dat Daland nauwelijks aandacht krijgt van zijn dochter, zelfs niet wanneer hij zijn gast voorstelt als haar nieuwe verloofde. In het volgende duet, de afsluiting van dit tweede bedrijf, zweert Senta trouw tot aan de dood aan de Hollander.

### Derde bedrijf
Later die avond nodigt de bemanning van Daland de mannen van het vreemde schip uit om een feest bij te wonen, doch een griezelig lied klinkt uit het schip en geesten die aan het werk zijn verschijnen op het dek van "De vliegende Hollander". Nadat ook de meisjes al weg waren gegaan worden Dalands mannen nu angstig en trekken ook zij zich terug. Senta komt op, gevolgd door Erik, die klaagt omdat ze hem verlaat terwijl ze eerder haar liefde en trouw aan hem had beloofd. Als de Hollander binnenkomt en het gesprek hoort, concludeert hij dat ook Senta niet de eeuwige trouw kan bieden die hij nodig heeft om verlost te worden. Door wanhoop overmand beseft hij dat hij voorgoed verdoemd is. Hij roept zijn mannen bij elkaar. Voor hij vertrekt vertelt hij Senta van de vloek en tot ontsteltenis van Daland en zijn bemanning horen ze dat hij de "Vliegende Hollander" is, iets wat Senta al lang voorvoelde. Nauwelijks heeft De Hollander de kust verlaten of Senta zweert hem nogmaals trouw tot de dood en springt in zee. Dit is zijn redding. Het spookschip verdwijnt, en Senta en de Hollander stijgen op naar de hemel.